# Kopce
Přírodní památka Kopce představuje mohutný kerný sesuv pískovců s rozsedlinovými pseudokrasovými jeskyněmi na severovýchodně orientovaném svahu asi sto metrů severně od kóty s nadmořskou výškou 699 metrů. Nachází se v nadmořské výšce 645–680 metrů v Komonecké hornatině na okraji Vizovických vrchů, asi jeden kilometr severně od obce Lidečko v okrese Vsetín. Přírodní památka je ve správě Krajského úřadu Zlínského kraje. Nově byla památka vyhlášena nařízením Zlínského kraje ze dne 11. února 2019 s účinností od 8. března 2019.

## Předmět ochrany
PP byla vyhlášena s cílem ochrany je mohutného skalního sesuvu pískovců s rozsedlinovými jeskyněmi představujícími významné zimoviště netopýrů. Zdokumentováno je zde dvanáct rozsedlinových a suťových jeskyní.

## Flóra
Les na území PP tvoří převážně smrk ztepilý (Picea abies), přimísen je buk lesní (Fagus sylvatica) a méně jedle bělokorá (Abies alba).

## Fauna
PP je významným hnízdištěm lesních druhů ptáků jako je např. holub doupňák (Columba oenas), datel černý (Dryocopus martius), žluna šedá (Picus canus), vzácně ořešník kropenatý (Nucifraga caryocatactes) a čáp černý (Ciconia nigra).
Lokalita je významným zimovištěm netopýrů, především kriticky ohroženého vrápence malého (Rhinolophus hipposideros).

## Galerie

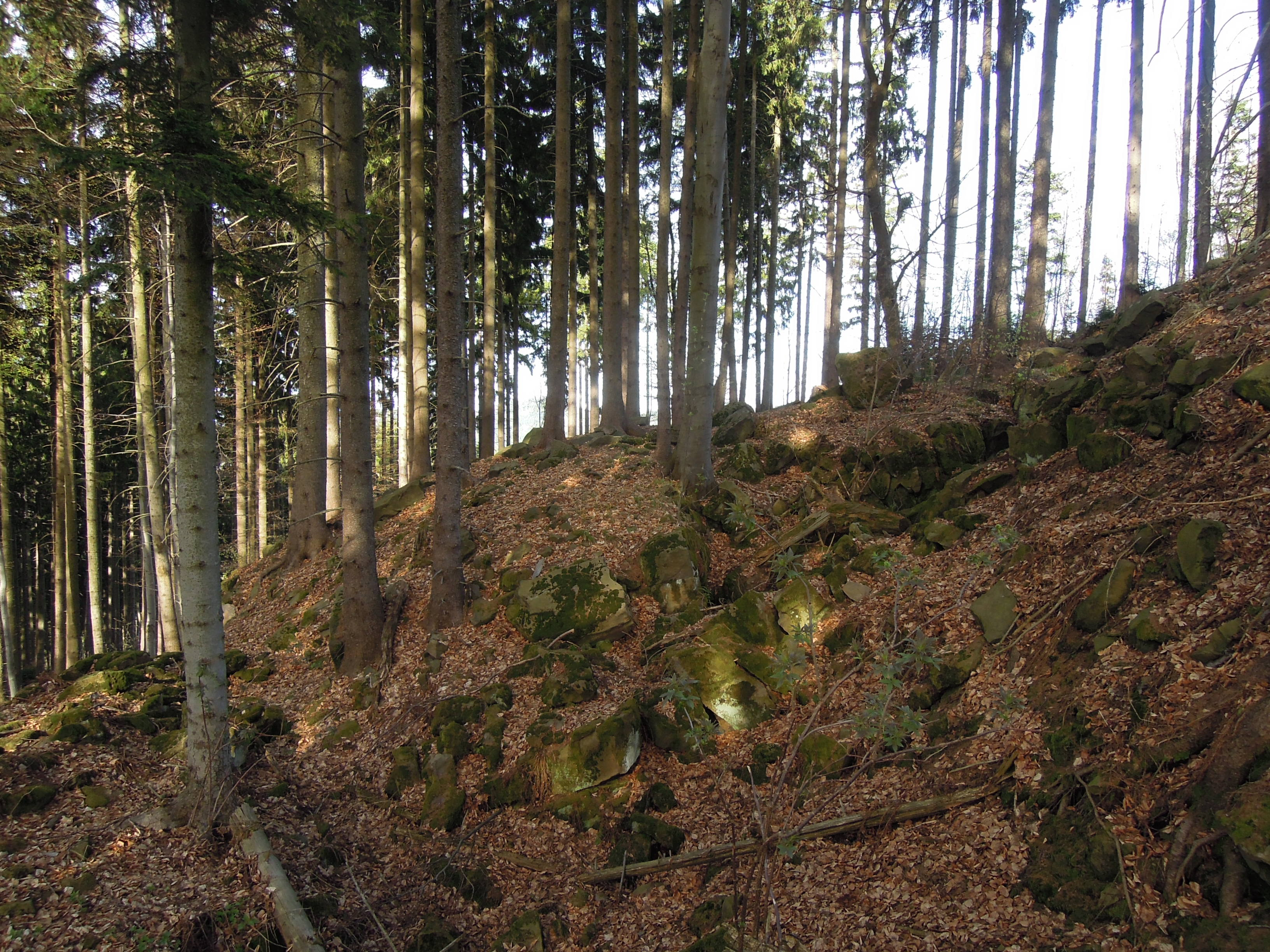
Pískovcové sesuvy
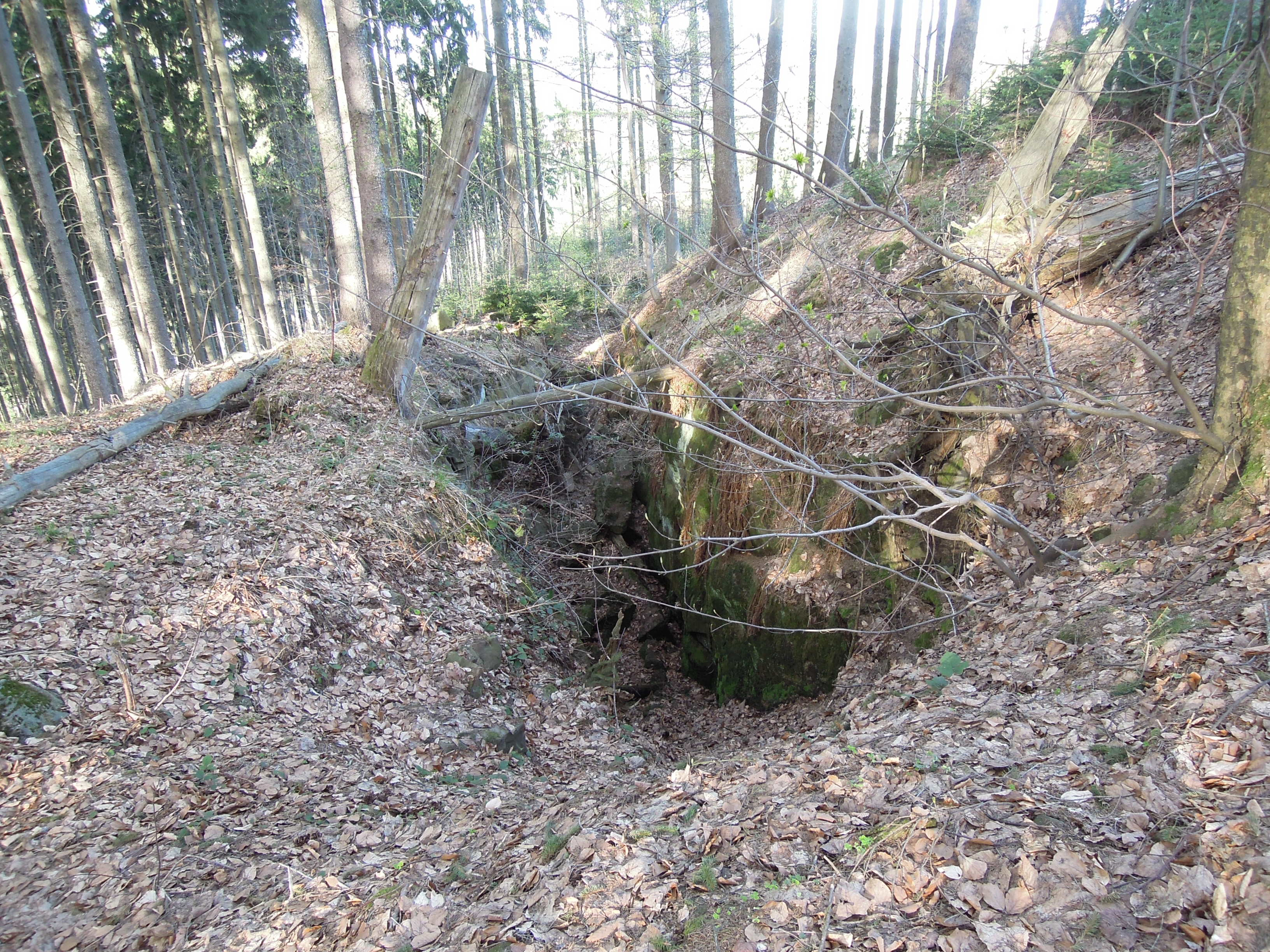
Přístup k jedné z jeskyní
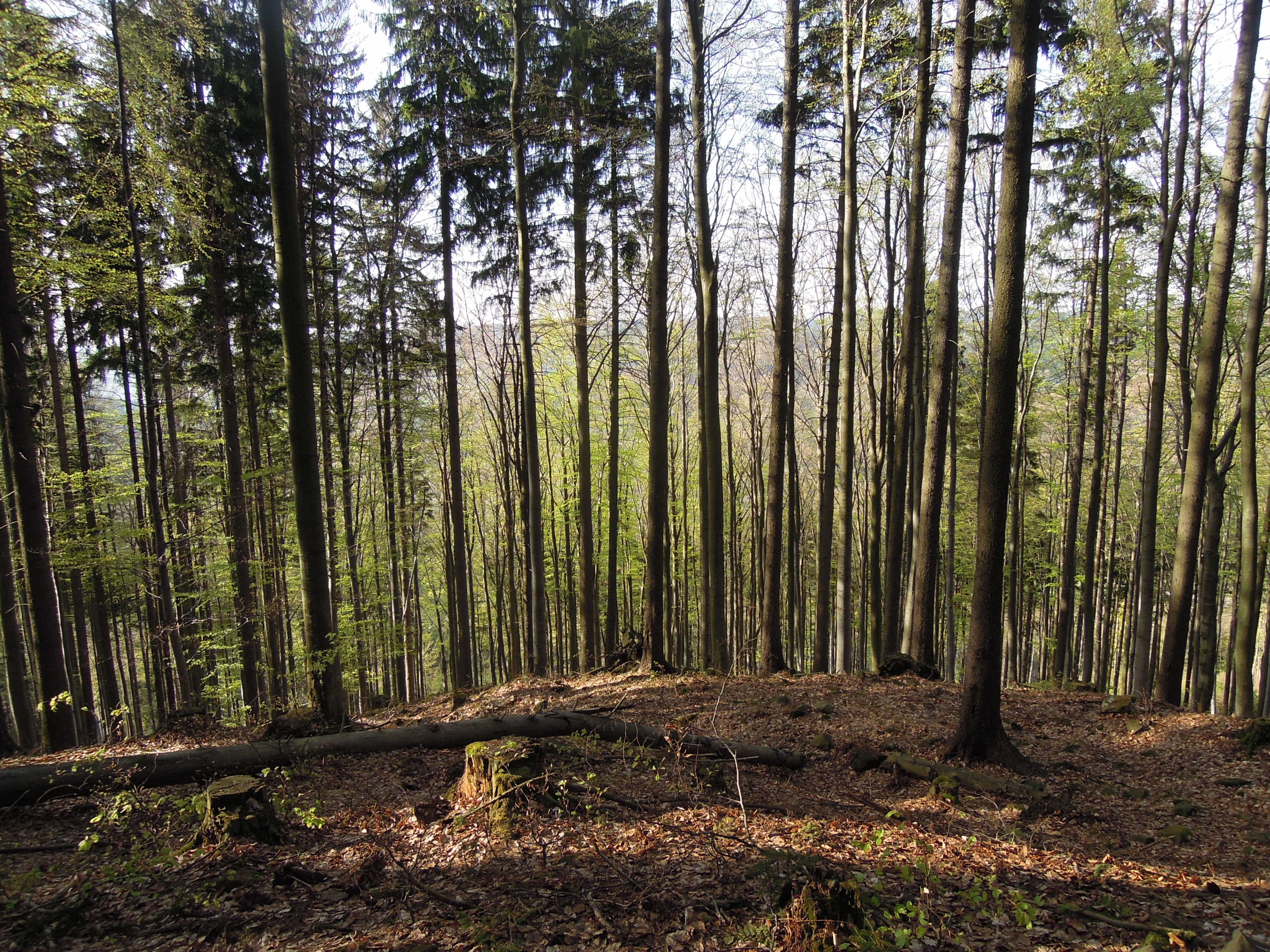
Lesní porost